# Janusz Lalka
Janusz Franciszek Lalka (ur. 2 kwietnia 1952 w Lubartowie) – generał dywizji Wojska Polskiego, w latach 2002-2011 szef Inżynierii Wojskowej Sztabu Generalnego Wojska Polskiego.

## Służba w wojsku
W latach 1972–1976 był podchorążym Wyższej Szkoły Oficerskiej Wojsk Inżynieryjnych im. gen. Jakuba Jasińskiego we Wrocławiu. Po ukończeniu szkoły i promocji został przydzielony do 5 Mazurskiej Brygadzie Saperów w Szczecinie i wyznaczony na stanowisko dowódcy plutonu inżynieryjno-drogowego. Po dwóch latach został dowódcą kompanii saperów, a po kolejnych dwóch szefem sztabu batalionu saperów. W latach 1982–1985 był słuchaczem Akademii Sztabu Generalnego im. gen. broni Karola Świerczewskiego w Rembertowie. Po ukończeniu studiów i uzyskaniu tytułu oficera dyplomowanego powrócił do 5 Mazurskiej Brygady Saperów w Szczecinie, w której objął dowództwo batalionu inżynieryjno-drogowego. W 1986 roku został wyznaczony na stanowisko szefa sztabu – zastępcy dowódcy 9 Pułku Pontonowego w Chełmnie. W 1988 roku objął dowództwo 3 Warszawskiego Pułku Pontonowego we Włocławku. W latach 1992–1996 dowodził 2 Mazowiecką Brygadą Saperów w Kazuniu Nowym. W międzyczasie, na przełomie 1993 i 1994 roku, był słuchaczem Podyplomowych Studiów Operacyjno-Strategicznych w Akademii Obrony Narodowej w Rembertowie. W latach 1996–2000 był szefem Wojsk Inżynieryjnych Warszawskiego Okręgu Wojskowego w Warszawie. W 2000 roku został wyznaczony na stanowisko zastępcy szefa Wojsk Inżynieryjnych Wojsk Lądowych. W 2002 roku został szefem Inżynierii Wojskowej w Generalnym Zarządzie Wsparcia P-7 Sztabu Generalnego WP. Na tym stanowisku służbowym był dwukrotnie awansowany. 15 sierpnia 2003 roku prezydent RP Aleksander Kwaśniewski wręczył mu nominację na generała brygady, a 15 sierpnia 2010 roku z rąk prezydenta RP Bronisława Komorowskiego otrzymał nominację na generała dywizji. 8 sierpnia 2011 roku oficjalnie przekazał obowiązki szefa Inżynierii Wojskowej swojemu następcy, płk. Bogusławowi Bębenkowi i został przeniesiony do dyspozycji szefa Sztabu Generalnego.

## Wykształcenie wojskowe
- Wyższa Szkoła Oficerska Wojsk Inżynieryjnych we Wrocławiu – studia I stopnia
- Akademia Sztabu Generalnego w Warszawie – studia II stopnia
- Akademia Obrony Narodowej w Warszawie – studia podyplomowe
- Centrum Doskonalenia Oficerów w Warszawie – kurs kwalifikacyjny

## Awanse
- podporucznik – 1976
- generał brygady – 15 sierpnia 2003[3]
- generał dywizji – 11 sierpnia 2010[4]

## Ordery i odznaczenia
- Krzyż Kawalerski Orderu Odrodzenia Polski (15 sierpnia 2001)[5]
- Złoty Krzyż Zasługi[6]
- Srebrny Krzyż Zasługi[6]
- Brązowy Krzyż Zasługi[6]
- Złoty Medal „Siły Zbrojne w Służbie Ojczyzny”[6]
- Złoty Medal „Za zasługi dla obronności kraju”[6]
- Odznaka Honorowa "Zasłużony dla Stowarzyszenia Saperów Polskich" (2023)[7]